# Alviz Josipov Visković
Alviz Josipov Visković (Josip Alvize Josipov Visković, 1760. – 1824.)(1759. – 1824.), peraški pomorski kapetan i lokalni dužnosnik
Rođen u hrvatskoj patricijskoj obitelji iz Perasta Viskovićima. Slavu je stekao kao jedan od zadnjih branitelja Mletaka.
Zapovijedao je peraškim šambekom koji se sukobio s francuskim ratnim brodom 22. lipnja 1797., zbog čega je izazvao Napoleonovu intervenciju protiv Mletačke Republike poslije čega je uslijedila njena propast.
1813. je godine bio među supotpisnicima Deklaracije o ujedinjenju Crne Gore i Boke. Od 1813. do 1814. godine potpredsjedavao je privremenom vladom koja je upravljala Crnom Gorom i Bokom.